# Hedonistička adaptacija
Hedonistička adaptacija pojam je u popularnoj psihologiji koji se odnosi na tendenciju (sklonost) ljudi da se brzo vraćaju na relativno stabilnu razinu subjektivnog osjećaja sreće (odnosno tuge) unatoč intenzivno sretnim, odnosno tužnim životnim trenutcima.